# サントーシャじゅん
サントーシャじゅん （1980年5月3日 - ）は、日本の庭師・ ガーデナー。
現在は、庭師、YouTubeを通じて「植物と共に生きる」をキーワードに、みどりのある暮らしの提案を行う『草木のお手入れアドバイザー』として活動している。

## 来歴
出身地は静岡県。2025年現在は静岡市に居住 。
大学卒業後、食品関連のサラリーマンを経験するが、幼少の頃から親しんでいた植物や自然の大切さに改めて気づき、心機一転、庭作りやガーデニングを学ぶためガーデンデザインの専門学校に入学し、植物や庭に関する多様な知識と技術を学ぶ。その後、同校の教員として働く中で、庭の現場で実際に手入れをする必要を感じ、庭師の親方に弟子入り、修行を経て独立。

## 出演
YouTube動画
- 京セラインダストリアルツールズ 『プロが教える！庭木の強剪定』

（2024年3月）
- 京セラインダストリアルツールズ 『プロが使ってみた！京セラ充電式ハンディチェンソー』

（2024年3月）
雑誌掲載
- monoマガジンNO934 『庭木の強剪定に大活躍！京セラのハンディチェンソー』

（2024年4月）
Webニュース掲載
- ねとらぼ「かなり茂ったナンテンの木“まさかの方法”ですっきり」

（2025年02月）
- ねとらぼ「花が咲いたウメはこう切って！整えすぎない”プロの解説」

（2025年03月）
- ねとらぼ「高く育ちすぎた“庭木の王様”→プロがお手入れすると……」

（2025年4月）
- ねとらぼ「あちこち伸び放題だった大きなツツジ→プロのお手入れで……」

（2025年5月）
- ねとらぼ「庭でグングン育った“幹がド太いウメの木”→プロがお手入れすると……」

（2025年7月）
セミナー
- 光文社『ココデジ』庭師YouTuberから学ぶ 庭木のナチュラル剪定法～シンボルツリーを美しく保つコツ

（2022年12月）
- 光文社『ココデジ』☆みどりのお悩み解決オンラインイベント☆『サントーシャじゅんのガーデニング&草木のお手入れ相談室』

（2023年6月）